# Dasystole albisecta
Dasystole albisecta är en fjärilsart som beskrevs av W. Warren 1904. Dasystole albisecta ingår i släktet Dasystole och familjen mätare. Inga underarter finns listade i Catalogue of Life.